# Douglas E. Soltis
Douglas Edward Soltis, genannt Doug Soltis, (* 28. Oktober 1953) ist ein US-amerikanischer Botaniker und Evolutionsbiologe. Sein  offizielles botanisches Autorenkürzel lautet „Soltis“.
Soltis studierte am College of William and Mary mit dem Bachelor-Abschluss 1975 und an der Indiana University mit dem Master-Abschluss 1977 und der Promotion in Biologie 1980. Seine Dissertationsarbeit hatte den Titel A biosystematic study of Sullivantia and related studies in the Saxifragaceae. Er war Professor für Botanik an der Washington State University und ab 2001 an der University of Florida und am Florida Museum of Natural History.
Soltis befasst sich mit Phylogenie und Evolution von Pflanzen und besonders der Bedecktsamer (Angiospermen), Ursprung der Blüte, Phylogeographie, Polyploidie und deren Rolle in der Evolution. Er ist an der Angiosperm Phylogeny Group beteiligt (Revision des Stammbaums der Angiospermen auf genetischer Basis) und am 1kP Projekt (One thousand plant transcriptomes, Aufbau einer Gendatenbank durch Sequenzierung des Genoms von rund 1000 Pflanzenarten). Er arbeitet auch mit chinesischen Wissenschaftlern an einem Tree of Life Projekt der Pflanzen Chinas (rund 30.000 Arten). Mit Kollegen arbeitet er an einem ähnlichen Projekt für die Gefäßpflanzen in Florida (auch mit Anwendungen im Naturschutz). Untersuchungen von ihm und Kollegen ergaben unter anderem, dass Amborella dem Ursprung der Bedecktsamer am nächsten steht, und er ist am Sequenzierungsprojekt des Genoms von Amborella beteiligt. Sie fanden auch, dass Autopolyploidie verbreiteter bei Pflanzen ist als bis dahin angenommen und konnten verschiedene Polyploidie-Ereignisse in der Evolution der Bedecktsamer feststellen (darunter auch eine Duplizierung des Gensatzes nahe der Urform der Bedecktsamer). In der Phylogeographie konnten sie eine Grenze bezüglich des Genommaterials von Pflanzen (später auch bei Tieren gefunden) in der Mitte Oregons ausmachen, die auf geographische Isolation im Pleistozän zurückzuführen ist.
2016 erhielt er mit seiner Ehefrau Pamela Soltis, mit der er auch viel zusammenarbeitet, die Darwin-Wallace-Medaille und beide erhielten 2010 den Merit Award der Botanical Society of America und sie erhielten den Asa Gray Award. Er ist Mitglied der American Association for the Advancement of Science, der National Academy of Sciences (2017) und der American Academy of Arts and Sciences.

## Schriften (Auswahl)
Bücher: 
- mit Pamela Soltis: Developmental genetics of the flower, Advances in botanical research incorporating advances in plant pathology 44, 2006
- Herausgeber mit Pamela Soltis, Jeff J. Doyle: Molecular systematics of plants, Chapman and Hall 1992
- Herausgeber mit Pamela Soltis:  Isozymes in plant biology, Portland: Dioscorides Press 1989, London: Chapman and Hall 1990

Einige Aufsätze:
- mit Pamela Soltis: The origin and diversification of angiosperms, American J. of Botany, Band 91, 2004, S. 1614–1626
- mit S. Kim, P. S. Soltis u. a.: Pre-angiosperm duplication of floral genes and regulatory tinkering at the base of angiosperms, American J. of Botany, Band 91, 2004, S. 2102–2118
- mit J. C. Pires, P. S. Soltis u. a.: Molecular cytogenetic analysis of recently evolved Tragopogon (Asteraceae) allopolyploids reveal a karyotype that is additive of the diploid progenitors,  Am. J. of Botany, Band 91, 2004, S. 1022–1035
- mit T. J. Davies, T. G. Barraclough, Mark W. Chase, P. S. Soltis, V. Savolainen: Darwin's abominable mystery: Insights from a supertree of the angiosperms, Proceedings of the National Academy of Sciences, USA, Band 101, 2004, S. 1904–1909.
- mit L. P. Ronse DeCraene, P. S. Soltis:  Evolution of floral structures in basal angiosperms,  International Journal of Plant Sciences, Band 164, 2003,  S329-S363.
- mit anderen: Angiosperm Phylogeny Group II, 2003
- mit P. S. Soltis, V. Savolainen, P. R. Crane, T. Barraclough: Rate heterogeneity among lineages of land plants: integration of molecular and fossil data and evidence for molecular living fossils, Proc. of the National Academy of Sci. USA, Band  99, 2002, S. 4430–4435
- mit  John N. Thompson, Pamela Soltis, D. W. Schemske, J. F. Hancock: Autopolyploidy in angiosperms: have we grossly underestimated the number of species ?, Taxon, Band 56, 2007, S. 13–30